# 國立戲劇專科學校舊址
國立戲劇專科學校舊址位於四川省江安縣江安鎮，文物遺址年代判定為1939年～1945年。1991年4月16日公佈為四川省第三批文物保護單位。